# Sciurus igniventris
La ardilla roja del Amazonas norte (Sciurus igniventris) es una especie de roedor de la familia Sciuridae.

## Distribución geográfica
Se encuentra en Sudamérica. Brasil, Colombia, Ecuador, Perú y Venezuela. 